# Joseph Berger (peintre)
Pour les articles homonymes, voir Joseph Berger et Berger (homonymie).
Joseph Berger est un peintre français né à Langres le 12 thermidor an VI (30 juillet 1798), et mort à Cambrai le 6 octobre 1870 .

## Biographie
Joseph Berger est le fils d'un maître menuisier. Il a suivi les cours de l'École publique de dessin en même temps que ceux du collège de Langres. Il a remporté le premier prix de l'école de dessin le 31 août 1813. Les combats de la campagne de France à partir de la fin de 1813, puis l'occupation du pays par les armées alliées contre Napoléon Ier vont arrêter ses études de dessin. Il a alors rencontré un ami émigré de sa famille, Laurent-Bournot, peintre d'un certain talent, qui lui a alors enseigné les rudiments de la peinture. En 1818, il est parti suivre les cours de l'école fondée à Dijon par François Devosge qui était alors dirigée par son fils Anatole Devosge. Quatre mois après son arrivée, en août 1818, il obtient le premier prix de peinture ce qui lui vaut une gratification de 300 francs de Louis XVIII.
En 1819, il part pour Paris avec des recommandations d'Anatole Devosges et d'un ami de la famille, le sculpteur Langrois Henri Bertrand, dit « le Romain », qui lui permettent de devenir l'élève de Pierre-Paul Prud'hon, puis, dans les premiers jours de 1820, d'Antoine-Jean Gros. Il a suivi en même temps des cours d'anatomie et de perspective. En 1822, il a remporté une médaille pour la figure dessinée d'après nature de l'École des beaux-arts.

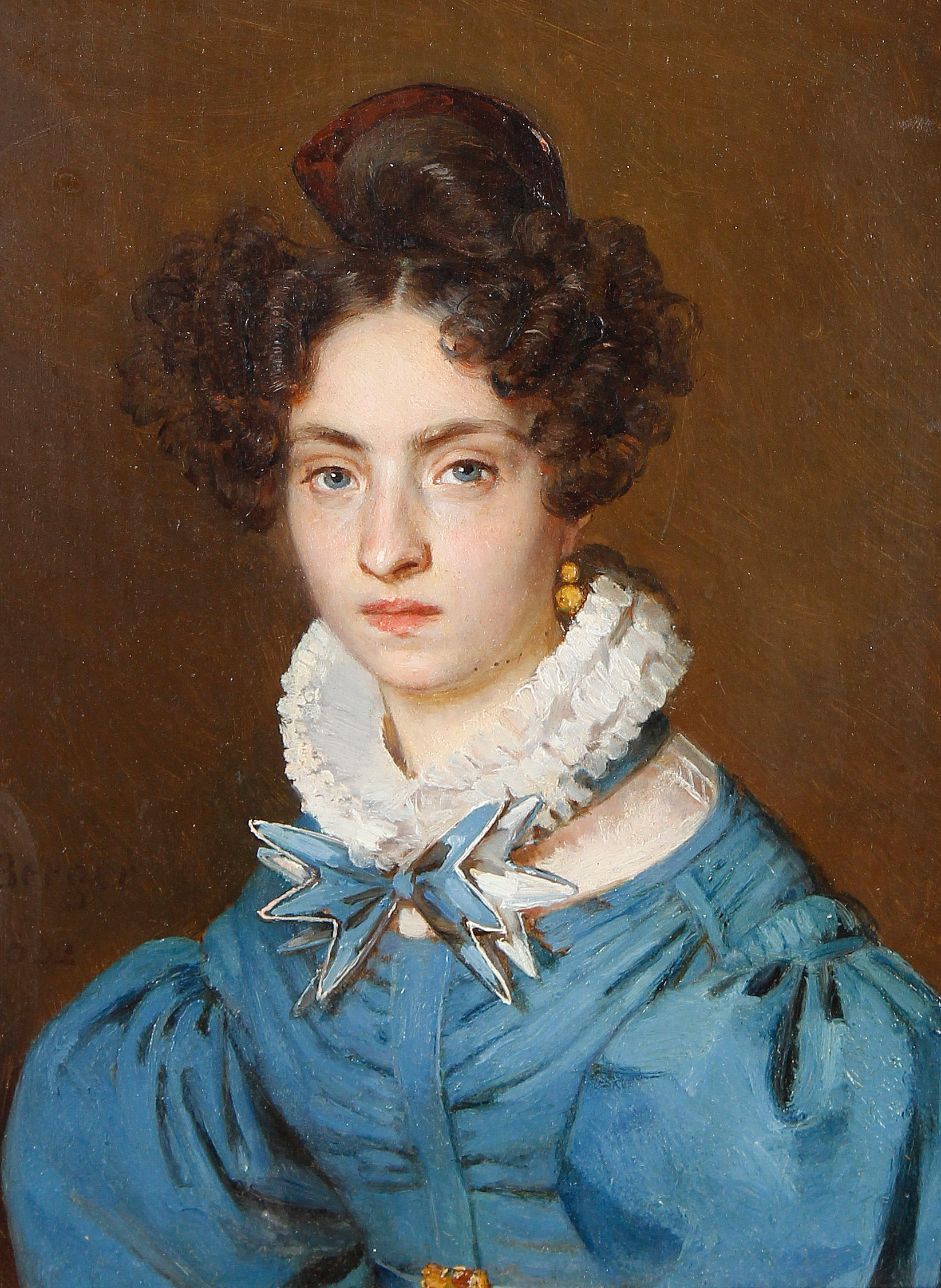
Portrait de Madame Berger, 1832

De 1824 à 1834, il a exposé des portraits aux Expositions des beaux-arts de Paris. Si le portrait un genre où il excellait, il a aussi exposé en 1824 une esquisse du Sommeil de Bacchus qu'il a ensuite peint en grand, une grande ascension de saint Vincent de Paul, en 1829-1830.
Dès 1822 il a donné des leçons de peinture. Il a conservé de bonnes relations avec eux et leurs familles. Les évènements de 1830 ont interrompu ses commandes et il a dû retourner à Langres en 1831. Il est retourné à Paris pour assister à l'épidémie de choléra de Paris en 1832. Ayant appris l'ouverture d'un concours pour la place de professeur de l'école de dessin de Cambrai, il s'est présente avec trois autres candidats et en a été le vainqueur. Il est installé par le maire en qualité de directeur de l'Académie. Il a décidé de réformer l'enseignement et a établi un nouveau règlement pour l'école sur des bases entièrement nouvelles. Il a obtenu de brillants résultats.
Le 1er octobre 1857, ne pouvant plus suffire, il est aidé par son fils, Abel Berger, qui avait suivi les cours de l'école des beaux-arts de Paris.

## Œuvre dans les collections publiques
- Paris, musée du Louvre, Portrait d'homme, 0,65 x 0,51m, achat auprès du marchand Guy Stein en 1939, n° INV. RF 1939-26.

## Publication
- Joseph Berger (membre de la Commission administrative du Musée de Cambrai) et Adolphe Bruyelle, Catalogue des objets d'arts, peinture, sculpture, antiquité, etc., composant le musée de Cambrai, peinture et sculpture, Deligne et Cuvellier, 1869.